# Finlandia na Zimowych Igrzyskach Olimpijskich 1988
Finlandię na Zimowych Igrzyskach Olimpijskich 1988 reprezentowało 53 zawodników w 7 dyscyplinach.

## Zdobyte medale
| Medal  | Zawodnik | Dyscyplina sportowa | Konkurencja                    |
| ------ | --- | ------------------- | ------------------------------ |
| Złoto  | Marjo Matikainen | Biegi narciarskie   | 5 km stylem klasycznym kobiet  |
| Złoto  | Matti Nykänen | Skoki narciarskie   | Skocznia duża                  |
| Złoto  | Matti Nykänen | Skoki narciarskie   | Skocznia normalna              |
| Złoto  | Ari-Pekka Nikkola Matti Nykänen Jari Puikkonen Tuomo Ylipulli | Skoki narciarskie   | Drużynowo                      |
| Srebro | Timo Blomqvist Kari Eloranta Raimo Helminen Iiro Järvi Esa Keskinen Erkki Laine Kari Laitinen Erkki Lehtonen Jyrki Lumme Reijo Mikkolainen Jarmo Myllys Teppo Numminen Janne Ojanen Arto Ruotanen Reijo Ruotsalainen Simo Saarinen Kai Suikkanen Timo Susi Jukka Tammi Jari Torkki Pekka Tuomisto Jukka Virtanen | Hokej na lodzie     | Mężczyźni                      |
| Brąz   | Marjo Matikainen | Biegi narciarskie   | 10 km stylem klasycznym kobiet |
| Brąz   | Marja-Liisa Kirvesniemi Marjo Matikainen Pirkko Määttä Jaana Savolainen | Biegi narciarskie   | Sztafeta kobiet                |

## Wyniki reprezentantów Finlandii

### Biathlon
Mężczyźni
| Zawodnik                                                  | Konkurencja                | Ilość pudeł  | Czas      | Pozycja | Źródło |
| --------------------------------------------------------- | -------------------------- | ------------ | --------- | ------- | ------ |
| Tapio Piipponen                                           | Sprint na 10 km            | 1 (0+1)      | 26:02.2   | 7.      | [ 1 ]  |
| Harri Eloranta                                            | Sprint na 10 km            | 3 (2+1)      | 27:15.2   | 25.     | [ 1 ]  |
| Juha Tella                                                | Sprint na 10 km            | 3 (2+1)      | 27:58.3   | 41.     | [ 1 ]  |
| Antero Lähde                                              | Sprint na 10 km            | 3 (2+1)      | 27:59.9   | 42.     | [ 1 ]  |
| Tapio Piipponen                                           | Bieg indywidualny na 20 km | 3 (1+0+1+1)  | 58:18.3   | 8.      | [ 2 ]  |
| Juha Tella                                                | Bieg indywidualny na 20 km | 6 (2+1+3+0)  | 1:03:39.0 | 38.     | [ 2 ]  |
| Harri Eloranta                                            | Bieg indywidualny na 20 km | 7 (2+2+1+2)  | 1:05:10.6 | 50.     | [ 2 ]  |
| Arto Jääskeläinen                                         | Bieg indywidualny na 20 km | 11 (4+1+2+4) | 1:09:29.5 | 58.     | [ 2 ]  |
| Juha Tella Antero Lähde Arto Jääskeläinen Tapio Piipponen | Sztafeta 4x7,5 km          | 5            | 1:30:54.4 | 12.     | [ 3 ]  |

### Biegi narciarskie

#### Mężczyźni
| Zawodnik                                                    | Konkurencja             | Czas      | Pozycja | Źródło |
| ----------------------------------------------------------- | ----------------------- | --------- | ------- | ------ |
| Harri Kirvesniemi                                           | 15 km stylem klasycznym | 42:42.8   | 8.      | [ 4 ]  |
| Aki Karvonen                                                | 15 km stylem klasycznym | 43:54.5   | 20.     | [ 4 ]  |
| Jari Laukkanen                                              | 15 km stylem klasycznym | 44:22.0   | 25.     | [ 4 ]  |
| Jari Räsänen                                                | 15 km stylem klasycznym | 45:04.5   | 30.     | [ 4 ]  |
| Harri Kirvesniemi                                           | 30 km stylem klasycznym | 1:26:59.6 | 9.      | [ 5 ]  |
| Aki Karvonen                                                | 30 km stylem klasycznym | 1:29:49.5 | 19.     | [ 5 ]  |
| Kari Ristanen                                               | 30 km stylem klasycznym | 1:31:05.2 | 27.     | [ 5 ]  |
| Jari Laukkanen                                              | 30 km stylem klasycznym | 1:35:51.6 | 52.     | [ 5 ]  |
| Kari Ristanen                                               | 50 km stylem dowolnym   | 2:08:08.1 | 7.      | [ 6 ]  |
| Harri Kirvesniemi                                           | 50 km stylem dowolnym   | 2:11:41.8 | 22.     | [ 6 ]  |
| Heikki Kivikko                                              | 50 km stylem dowolnym   | 2:12:27.1 | 29.     | [ 6 ]  |
| Antti Ticklén                                               | 50 km stylem dowolnym   | 2:18:41.8 | 45.     | [ 6 ]  |
| Jari Laukkanen Harri Kirvesniemi Jari Räsänen Kari Ristanen | Sztafeta 4x10 km        | 1:48:24.0 | 8.      | [ 7 ]  |

#### Kobiety
| Zawodniczka                                                             | Konkurencja             | Czas      | Pozycja | Źródło |
| ----------------------------------------------------------------------- | ----------------------- | --------- | ------- | ------ |
| Marjo Matikainen                                                        | 5 km stylem klasycznym  | 15:04.0   | złoto   | [ 8 ]  |
| Marja-Liisa Kirvesniemi                                                 | 5 km stylem klasycznym  | 15:16.7   | 5.      | [ 8 ]  |
| Tuulikki Pyykkönen                                                      | 5 km stylem klasycznym  | 15:38.1   | 12.     | [ 8 ]  |
| Pirkko Määttä                                                           | 5 km stylem klasycznym  | 15:51.8   | 16.     | [ 8 ]  |
| Marjo Matikainen                                                        | 10 km stylem klasycznym | 30:20.5   | brąz    | [ 9 ]  |
| Pirkko Määttä                                                           | 10 km stylem klasycznym | 30:52.4   | 7.      | [ 9 ]  |
| Marja-Liisa Kirvesniemi                                                 | 10 km stylem klasycznym | 30:57.0   | 9.      | [ 9 ]  |
| Tuulikki Pyykkönen                                                      | 10 km stylem klasycznym | 32:37.7   | 29.     | [ 9 ]  |
| Marja-Liisa Kirvesniemi                                                 | 20 km stylem dowolnym   | 58:45.6   | 11.     | [ 10 ] |
| Marjo Matikainen                                                        | 20 km stylem dowolnym   | 58:50.7   | 12.     | [ 10 ] |
| Jaana Savolainen                                                        | 20 km stylem dowolnym   | 1:01:26.8 | 28.     | [ 10 ] |
| Eija Hyytiäinen                                                         | 20 km stylem dowolnym   | 1:02:06.9 | 32.     | [ 10 ] |
| Pirkko Määttä Marja-Liisa Kirvesniemi Marjo Matikainen Jaana Savolainen | Sztafeta 4x5 km         | 1:01:53.8 | brąz    | [ 11 ] |

### Hokej na lodzie

#### Mężczyźni

##### Skład
- Timo Blomqvist, Kari Eloranta, Raimo Helminen, Iiro Järvi, Esa Keskinen, Erkki Laine, Kari Laitinen, Erkki Lehtonen, Jyrki Lumme, Reijo Mikkolainen, Jarmo Myllys, Teppo Numminen, Janne Ojanen, Arto Ruotanen, Reijo Ruotsalainen, Simo Saarinen, Kai Suikkanen, Timo Susi, Jukka Tammi, Jari Torkki, Pekka Tuomisto, Jukka Virtanen.

##### Mecze[12]

###### Faza grupowa
| Przeciwnik | Wynik  |
| ---------- | ------ |
| Szwecja    | 3:3 D  |
| Kanada     | 1:3 W  |
| Polska     | 5:1 W  |
| Szwajcaria | 1:2 L  |
| Francja    | 10:1 W |

Końcowa pozycja w grupie – 1. (3-1-1, 22:8, 7 pkt)

###### Runda finałowa
| Przeciwnik     | Wynik |
| -------------- | ----- |
| ZSRR           | 1:2 L |
| RFN            | 8:0 W |
| Czechosłowacja | 6:2 W |

Końcowy wynik – 

### Kombinacja norweska

#### Mężczyźni
| Zawodnik                                      | Konkurencja | Normalna skocznia | Normalna skocznia | Normalna skocznia | Normalna skocznia | Normalna skocznia | Normalna skocznia | Normalna skocznia | Normalna skocznia | Bieg na 15 km      | Bieg na 15 km | Bieg na 15 km | Bieg na 15 km | Wynik końcowy | Wynik końcowy |
| Zawodnik                                      | Konkurencja | Seria 1.          | Seria 1.          | Seria 2.          | Seria 2.          | Seria 3.          | Seria 3.          | Suma              | Suma              | Strata na początku | Czas netto    | Czas brutto   | Pozycja       | Pozycja       | Źródło        |
| Zawodnik                                      | Konkurencja | Odległość         | Nota              | Odległość         | Nota              | Odległość         | Nota              | Nota              | Pozycja           | Strata na początku | Czas netto    | Czas brutto   | Pozycja       | Pozycja       | Źródło        |
| --------------------------------------------- | ----------- | ----------------- | ----------------- | ----------------- | ----------------- | ----------------- | ----------------- | ----------------- | ----------------- | ------------------ | ------------- | ------------- | ------------- | ------------- | ------------- |
| Pasi Saapunki                                 | Gundersen   | 82 m              | 97,1 pkt          | 79,5 m            | 96,2 pkt          | 77.5 m            | 93,2 pkt          | 193,3 pkt         | 28.               | 3:54.7             | 38:49.4       | 42:44.1       | 9.            | 15.           | [ 13 ]        |
| Jukka Ylipulli                                | Gundersen   | 80,5 m            | 96,2 pkt          | 80 m              | 100,5 pkt         | 79 m              | 95,1 pkt          | 196,7 pkt         | 24.               | 3:32.0             | 39:23.6       | 42:55.6       | 14.           | 16.           | [ 13 ]        |
| Sami Leinonen                                 | Gundersen   | 80 m              | 93,4 pkt          | 82 m              | 103,7 pkt         | 80 m              | 98,7 pkt          | 202,4 pkt         | 18.               | 2:54.0             | 40:04.4       | 42:58.4       | 22.           | 17.           | [ 13 ]        |
| Jouko Parviainen                              | Gundersen   | 83 m              | 100,2 pkt         | 82 m              | 74,7 pkt          | 80 m              | 98,7 pkt          | 198,9 pkt         | 20.               | 3:17.4             | 41:42.2       | 44:59.6       | 35.           | 33.           | [ 13 ]        |
| Pasi Saapunki Jouko Parviainen Jukka Ylipulli | Sztafeta    | NN                | 272,4 pkt         | NN                | 258,6 pkt         | NN                | 277,2 pkt         | 561,3 pkt         | 7.                | 5:42.5             | 1:19:56.3     | 1:25:38.3     | 7.            | 7.            | [ 14 ]        |

### Łyżwiarstwo szybkie

#### Mężczyźni
| Zawodnik        | Konkurencja       | Czas     | Pozycja | Źródło |
| --------------- | ----------------- | -------- | ------- | ------ |
| Pertti Niittylä | Wyścig na 1500 m  | 1:56.48  | 25      | [ 15 ] |
| Pertti Niittylä | Wyścig na 5000 m  | 6:55.18  | 16.     | [ 16 ] |
| Timo Järvinen   | Wyścig na 5000 m  | 6:56.68  | 18.     | [ 16 ] |
| Pertti Niittylä | Wyścig na 10000 m | 14:26.57 | 15.     | [ 17 ] |
| Timo Järvinen   | Wyścig na 10000 m | 14:27.69 | 17.     | [ 17 ] |

### Narciarstwo alpejskie

#### Kobiety
| Zawodniczka    | Konkurencja   | 1. przejazd | 1. przejazd | 2. przejazd | 2. przejazd | Wynik końcowy     | Wynik końcowy     | Źródło |
| Zawodniczka    | Konkurencja   | Czas        | Pozycja     | Czas        | Pozycja     | Czas              | Pozycja           | Źródło |
| -------------- | ------------- | ----------- | ----------- | ----------- | ----------- | ----------------- | ----------------- | ------ |
| Nina Ehrnrooth | Slalom gigant | DNF         | DNF         | NQ          | NQ          | Niesklasyfikowana | Niesklasyfikowana | [ 18 ] |
| Nina Ehrnrooth | Slalom        | DNF         | DNF         | NQ          | NQ          | Niesklasyfikowana | Niesklasyfikowana | [ 19 ] |

### Skoki narciarskie

#### Mężczyźni
| Zawodnik                                                      | Konkurencja                  | 1. skok   | 1. skok   | 2. skok   | 2. skok   | Wynik końcowy | Wynik końcowy | Źródło |
| Zawodnik                                                      | Konkurencja                  | Odległość | Nota      | Odległość | Nota      | Nota          | Pozycja       | Źródło |
| ------------------------------------------------------------- | ---------------------------- | --------- | --------- | --------- | --------- | ------------- | ------------- | ------ |
| Matti Nykänen                                                 | Konkurs na normalnej skoczni | 89,5 m    | 114,8 pkt | 89,5 m    | 114,3 pkt | 229,1 pkt     | złoto         | [ 20 ] |
| Jari Puikkonen                                                | Konkurs na normalnej skoczni | 84 m      | 105,5 pkt | 80 m      | 93,6 pkt  | 199,1 pkt     | 7.            | [ 20 ] |
| Ari-Pekka Nikkola                                             | Konkurs na normalnej skoczni | 83,5 m    | 100,2 pkt | 79 m      | 90,5 pkt  | 190,7 pkt     | 15.           | [ 20 ] |
| Risto Laakkonen                                               | Konkurs na normalnej skoczni | 81 m      | 97,2 pkt  | 76,5 m    | 86 pkt    | 183,2 pkt     | 23.           | [ 20 ] |
| Matti Nykänen                                                 | Konkurs na dużej skoczni     | 118,5 m   | 120,8 pkt | 107 m     | 103,2 pkt | 224 pkt       | złoto         | [ 21 ] |
| Jari Puikkonen                                                | Konkurs na dużej skoczni     | 106 m     | 99,3 pkt  | 103,5 m   | 95,3 pkt  | 194,6 pkt     | 11.           | [ 21 ] |
| Ari-Pekka Nikkola                                             | Konkurs na dużej skoczni     | 106 m     | 97,3 pkt  | 102 m     | 91,7 pkt  | 189 pkt       | 16.           | [ 21 ] |
| Pekka Suorsa                                                  | Konkurs na dużej skoczni     | 99,5 m    | 83,7 pkt  | 97 m      | 79,7 pkt  | 163,4 pkt     | 38.           | [ 21 ] |
| Matti Nykänen Ari-Pekka Nikkola Tuomo Ylipulli Jari Puikkonen | Konkurs drużynowy            | NN        | 320,3 pkt | NN        | 314,1 pkt | 634,4 pkt     | złoto         | [ 22 ] |